# Autoroute 1 (Luxemburg)
Die Autoroute 1, kurz A1, ist eine der längeren Adern des luxemburgischen Autobahnnetzes, jedoch längst nicht so stark befahren wie die Autoroutes 3, 4 und 6.
Die Autobahn A1 beginnt am Gaspericher Kreuz (Kreuz zwischen A3/A6/A1) und führt bis an den luxemburgisch-deutschen Grenzübergang Wasserbillig/Mesenich. Im Volksmund wird sie die Tréirer Autobunn (Trierer Autobahn) genannt. Sie folgt im Wesentlichen dem Verlauf der N1, über die der Verkehr vor der Eröffnung der A1 von Luxemburg nach Trier geleitet wurde.
Im Großherzogtum wurde Ende der 1960er Jahre mit der Entwicklung von Autobahnprojekten begonnen. Der älteste Abschnitt wurde zwischen Kirchberg und Senningerberg 1969 eröffnet. Die A1 wurde in 4 Teilsektionen unterteilt und schrittweise eröffnet. Von der Ausfahrt Potaschberg bis zum Grenzübergang Wasserbillig/Mesenich, wo die luxemburgische A1 in die deutsche A 64 nach Trier nahtlos übergeht. Dieser Abschnitt wurde am 6. September 1988 für den Verkehr freigegeben.
Am 11. Juli 1990 folgte dann die Sektion von der Ausfahrt Munsbach bis zur Ausfahrt Potaschberg. Die Komplettierung erfolgte mit Freigabe des letzten Teilstücks von der Ausfahrt Senningerberg bis zur Ausfahrt Munsbach am 26. Juni 1992, an den ein Teil der Stadtumgehung Boulevard Contournement bis zum Gaspericher Kreuz angegliedert wurde.
Die Gesamtlänge der A1 beträgt in ihrem heutigen Endzustand 36,203 km.
Direkt hinter dem Gaspericher Kreuz führt die A1 durch den Tunnel Howald (468 m Länge) und zwischen den Ausfahrten Sandweiler und Kirchberg durch den Tunnel Cents (310 m Länge). Derzeit existieren 11 Ausfahrten (Sortie), von denen die Ausfahrt Flaxweiler (Nr. 12) nur in Fahrtrichtung Trier als Ausfahrt und in Fahrtrichtung Luxemburg als Auffahrt genutzt werden kann.
Eine weitere Besonderheit stellt die Ausfahrt Kirchberg dar, die neben der Funktion als Ausfahrt auch als Autobahndreieck Grünewald zur A7 dient. Der Abschnitt Kirchberg – Grünewald wurde 2002 für die Eröffnung der Autobahn A7 neu entwickelt.
Aus Gründen des Naturschutzes wurden zwei Wildbrücken, die wie zweiseitige Trichter geformt sind, konstruiert.

## Schnellstraße B1
Die Autobahn ist in ihrem östlichen Teil bis zum Tunnel Howald gleichzeitig auch Contournement du Luxemburg (Schnellstraße 1).

## Galerie

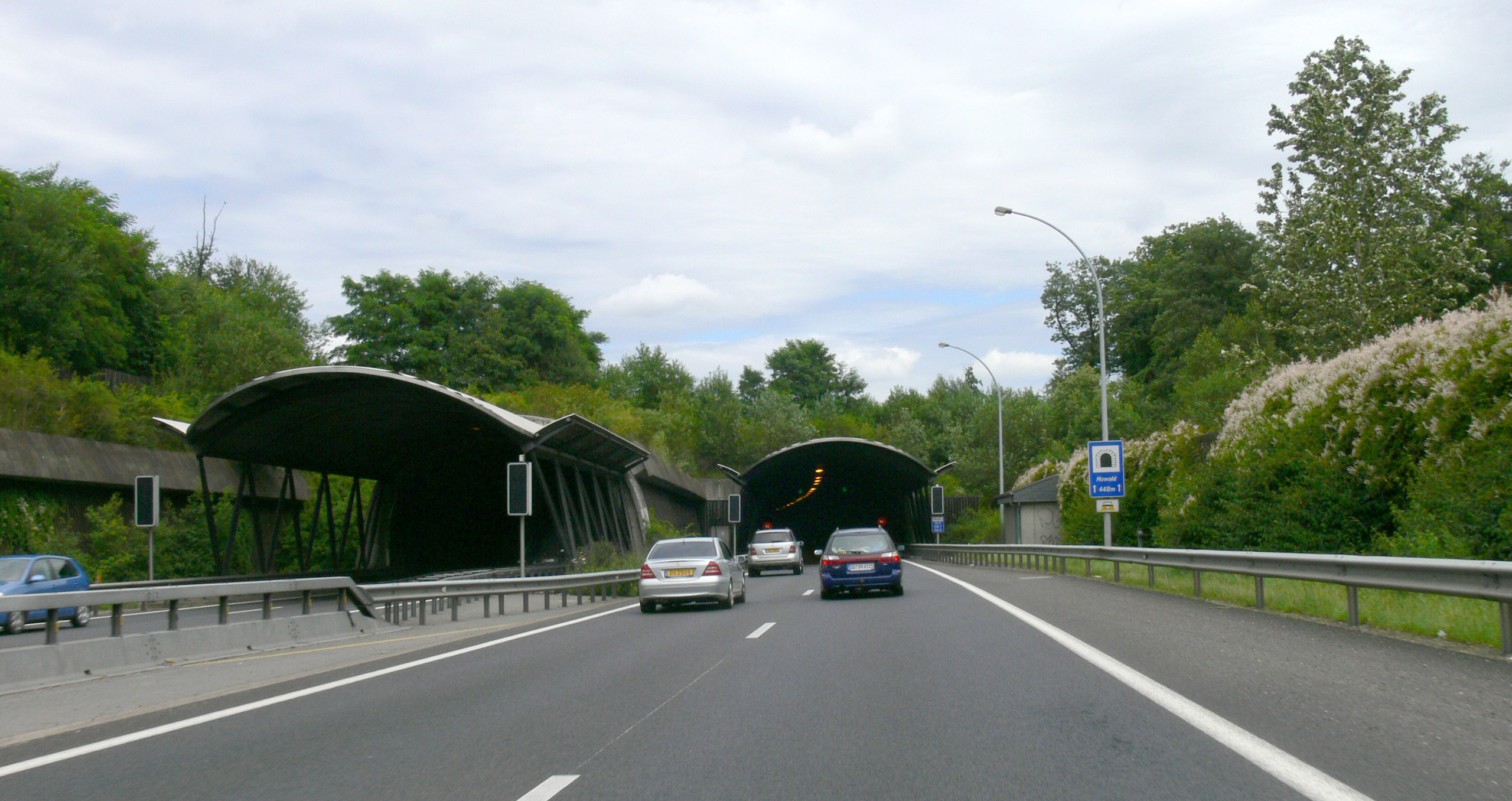
Howald Tunnel
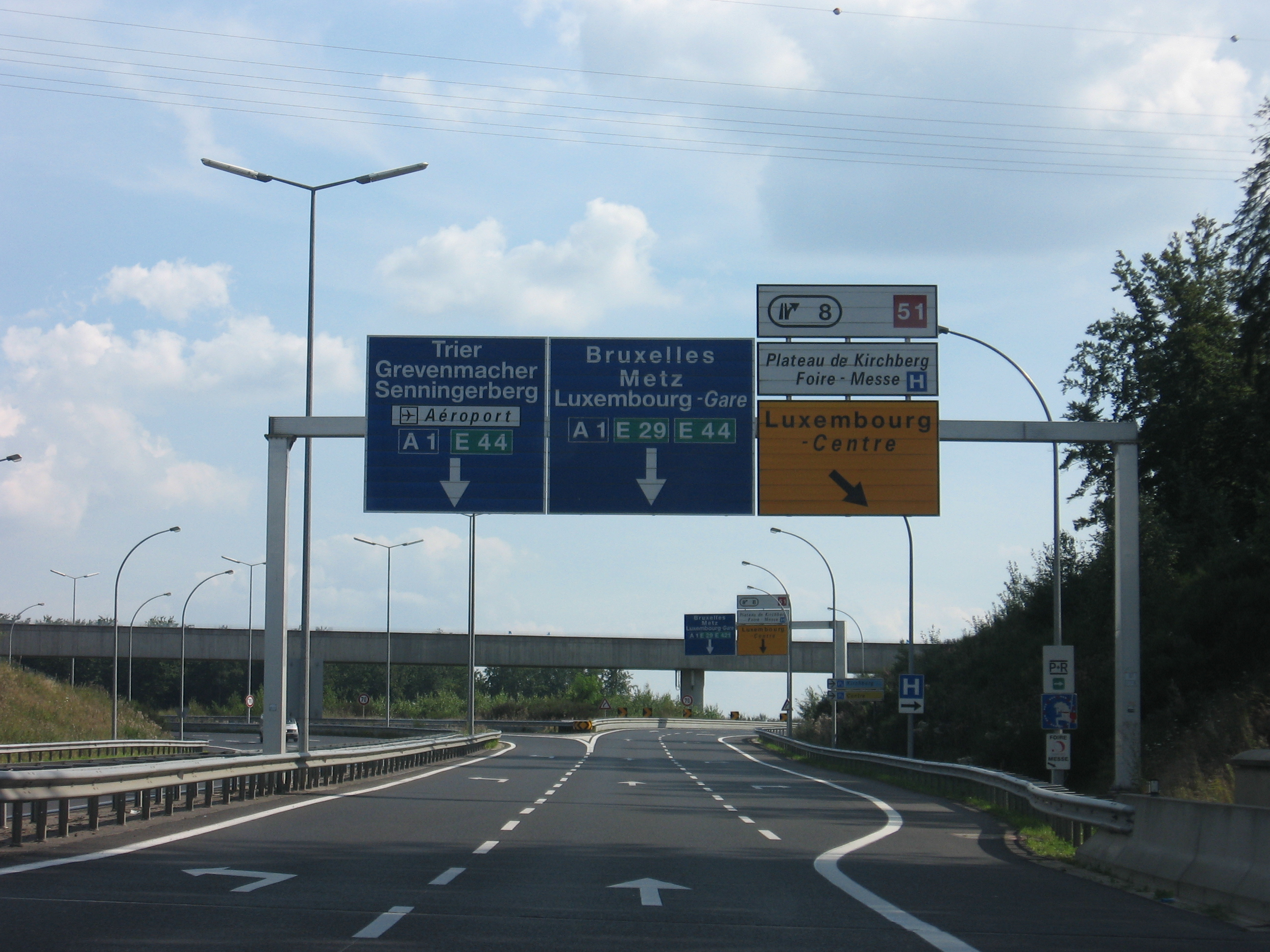
Grünewalder Dreieck und Ausfahrt Kirchberg
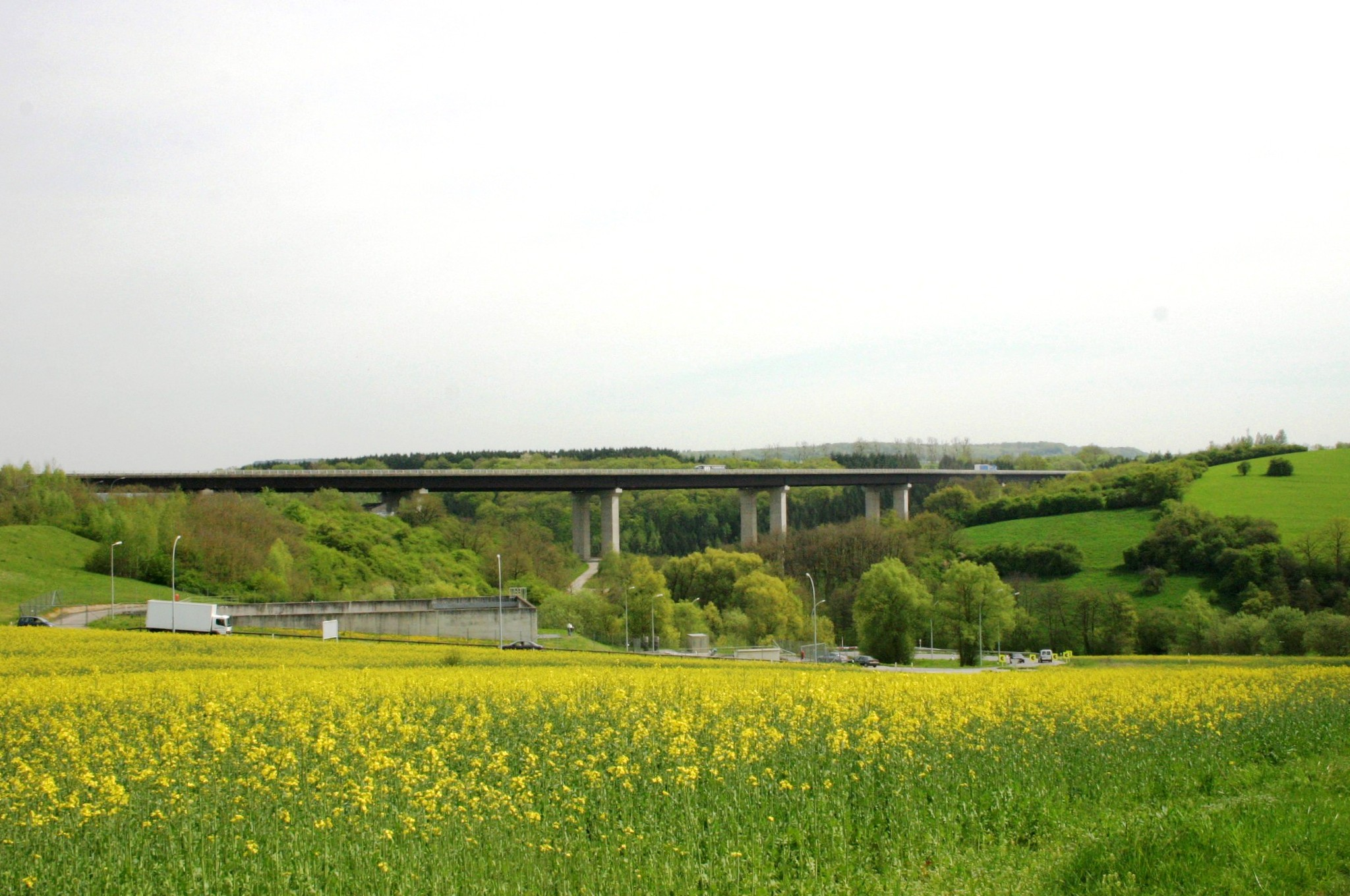
Sernigerbach Brücke
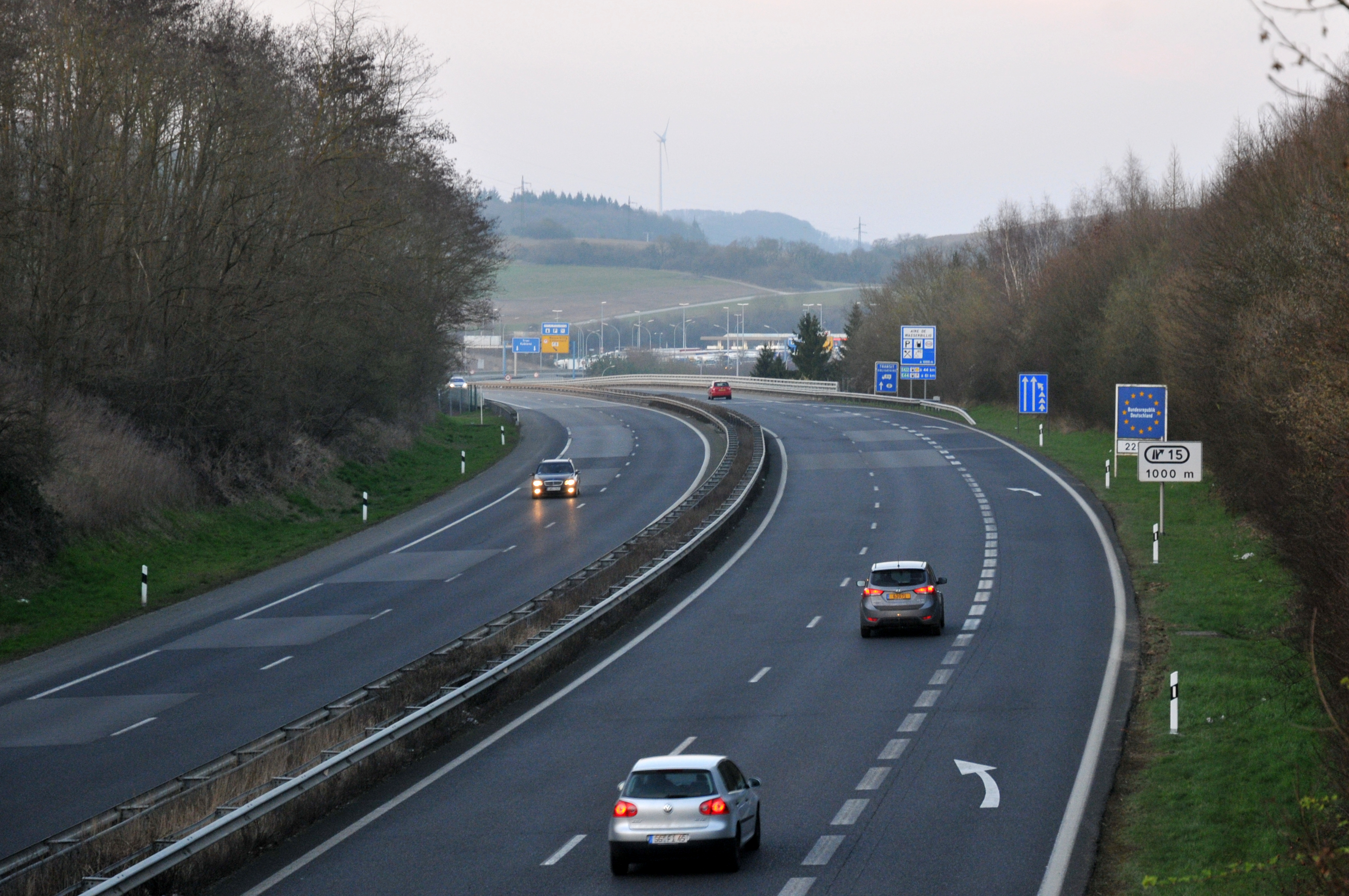
Grenzübergang und Rastplatz Wasserbillig